# Melchioraner Boldklubben
Melchioraner Boldklubben er en nu ikke længere eksisterende fodboldklub i København. 
Melchioraner Boldklubben blev stiftet den 10. marts 1885 af elever fra Melchiors Skole. Klubben var en af deltagerne i Medaille Fodbold-Konkurrencen i 1888, som var den første pokalturnering i Danmark. I 1889 var Melchioranerne med til at stifte Dansk Boldspil-Union, som inviterede klubberne til den første officielle turnering. Klubbens aktiviteter kan følges fra 1889. Klubben opløstes i 1893, da dens spillere var med til at stifte Boldklubben af 1893.
Melchioraner Boldklubben deltog fra starten i DBU's Fodboldturnering, som første gang blev afviklet i sæsonen 1889-90 med syv deltagende klubber. Turneringen havde udelukkende deltagelse af klubber fra København og blev de første mange år domineret af Akademisk Boldklub, Kjøbenhavns Boldklub og B.93. De københavnske klubber var meget stærkere end landets øvrige klubber, så vinderen af Fodboldturneringen kunne utvivlsomt betragtes som landets stærkeste hold i perioden inden Danmarksmesterskabet blev indført 1913. Melchioraner Boldklubben deltog de tre første sæsoner:
- I 1889-90 blev Melchioraner Boldklubben nummer 3.
- Fodboldturneringen 1890-91 blev ikke spillet færdig, fordi både Melchioraner Boldklubben, Haabet og Olympia trak sig fra turneringen i løbet af foråret 1891.
- I 1891-92 trak Melchioraner Boldklubben sig fra turneringen i april 1892.